# Zelda Popkin
Zelda Popkin (* 5. Juli 1898 in New York City als Zelda Feinberg; † 25. Mai 1983 in Silver Spring, Maryland) war eine US-amerikanische Kriminalschriftstellerin und freie Journalistin. Sie schuf mit der Detektivin Mary Carner eine der frühen Serienheldinnen dieses Genres.

## Leben
Zelda Feinberg absolvierte 1917 eine journalistische Ausbildung und heiratete 1919 Louis Popkin, mit dem sie eine Werbeagentur aufbaute, die sie bis zum Tode ihres Mannes 1943 leitete. 1945–1946 reiste sie als Sonderbeauftragte des Amerikanischen Roten Kreuzes nach Deutschland und Frankreich. Es entstand einer der ersten Romane, die den Holocaust zum Thema haben (Small Victory, Lippincott, Philadelphia & New York 1947). Das Ehepaar bekam zwei Söhne, Roy und Richard.

## Werke (Auswahl)
Mary-Carner-Serie
- Rendezvous nach Ladenschluß (1938)
- Karrierefrauen leben schneller (1939)
- Die Tote nebenan (1940)
- Ein teuflisches Testament (1941)
- Die Dame mordet nicht (1942)

weitere Romane
- So viel Blut (1944)
- Journey Home (1945) (englisch)
- Small Victory (1947) (englisch)
- Walk Through the Valley (1949) (englisch)
- Quiet Street (1951) (englisch)
- A Death of Innocence (1971) (englisch)
- Herman Had Two Daughters (1973) (englisch)
- Dear Once (1975) (englisch)